# Эджвер-роуд (станция метро, линии Дистрикт, Кольцевая и Хаммерсмит-энд-Сити)
Эджвер-роуд (англ. Edgware Road) — станция лондонского метрополитена. На станции останавливаются поезда трёх линий метро: Кольцевой, Хаммерсмит-энд-Сити и Дистрикт. Станция расположена в первой тарифной зоне в лондонском округе Вестминстер на улице Эджвер-роуд.

## История станции
Станция была открыта 1 октября 1863 года в составе первой линии лондонского метро Metropolitan Railway между станциями Бишопс-роуд and Фаррингдон-стрит.

## Станция сегодня
Поезда линий Хаммерсмит-и-Сити, Дистрикт и Кольцевой следуют в направлении станции Паддингтон по одним и тем же путям. Однако на станции «Паддингтон» поезда линии Хаммерсмит-энд-Сити прибывают на отдельную платформу.
Для линии Дистрикт (точнее, её Уимблдонского радиуса) станция «Эджвер-роуд» является конечной, в то время как поезда линии Хаммерсмит-энд-Сити и Кольцевой линии далее следуют в направлении станции «Бейкер-стрит» по одним и тем же путям.